# Wólka Cybulska
Wólka Cybulska (deutsch Paulinenhof) ist ein kleiner Ort in der polnischen Woiwodschaft Ermland-Masuren und gehört zur Landgemeinde Wydminy (Widminnen) im Powiat Giżycki (Kreis Lötzen).

## Geographische Lage
Wólka Cybulska liegt in der östlichen Mitte der Woiwodschaft Ermland-Masuren, 20 Kilometer südöstlich der Kreisstadt Giżycko (Lötzen).

## Geschichte
Der kleine Gutsort Paulinenhof und heutige Weiler (polnisch osada) Wólka Cybulska war bis 1945 ein Wohnplatz in der Landgemeinde Widminnen (polnisch Wydminy) und gehörte somit zum gleichnamigen Amtsbezirk im Kreis Lötzen im Regierungsbezirk Gumbinnen (1905 bis 1945: Regierungsbezirk Allenstein) der preußischen Provinz Ostpreußen. Im Jahre 1905 waren in Paulinenhof 12 Einwohner registriert.
Im Jahre 1945 kam der Ort in Kriegsfolge mit dem gesamten südlichen Ostpreußen zu Polen und heißt seitdem „Wólka Cybulska“. Er gehört zum Schulzenamt (polnisch sołectwo) Cybulki (Czybulken, 1938 bis 1945 Richtenfeld) und bildet eine Ortschaft im Verbund der Landgemeinde Wydminy (Widminnen) im Powiat Giżycki (Kreis Lötzen), vor 1998 der Woiwodschaft Suwałki, seither der Woiwodschaft Ermland-Masuren zugehörig.

## Kirche
Bis 1945 war Paulinenhof in die evangelische Kirche Widminnen in der Kirchenprovinz Ostpreußen der Kirche der Altpreußischen Union und in die katholische Kirche St. Bruno Lötzen im Bistum Ermland eingepfarrt. Heute gehört Wólka Cybulska zur evangelischen Kirchengemeinde Wydminy (Widminnen), einer Filialgemeinde der Pfarrei Giżycko in der Diözese Masuren der Evangelisch-Augsburgischen Kirche in Polen, bzw. zur katholischen Pfarrkirche Wydminy im Bistum Ełk (Lyck) der Römisch-katholischen Kirche in Polen.

## Verkehr
Wólka Cybulska ist über eine Stichstraße von Cybulki (Czybulken, 1938 bis 1945 Richtenfeld) aus zu erreichen. Die nächste Bahnstation ist Wydminy an der Bahnstrecke Głomno–Białystok.